# American Fiction
American Fiction är en amerikansk dramakomedifilm från 2023 i regi av Cord Jefferson. Filmen premiärvisades på Toronto International Film Festival den 8 september 2023.
Filmen nominerades till fem Oscar vid Oscarsgalan 2024, två nomineringar vid Golden Globe-galan 2024 och vann en Critics' Choice Movie Award för bästa manus efter förlaga.
Filmens manusförfattare Cord Jefferson vann en Oscar för bästa manus 2024.

## Rollista (i urval)
- Jeffrey Wright – Thelonious "Monk" Ellison
- Tracee Ellis Ross – Lisa Ellison
- Issa Rae – Sintara Golden
- Sterling K. Brown – Clifford "Cliff" Ellison
- John Ortiz – Arthur
- Erika Alexander – Coraline
- Leslie Uggams – Agnes Ellison
- Adam Brody – Wiley
- Keith David – Willy the Wonker
- Miriam Shor – Paula Baderman
- Patrick Fischler – Mandel